# Symbolics
Symbolics označava dvije kompanije: danas bivšeg proizvođača računala Symbolics, Inc. i privatnu kompaniju koja je preuzela imovinu bivše kompanije i nastavlja prodavati i održavati Open Genera Lisp sustav i računalni algebarski sustav Macsymu.
Domena symbolics.com izvorno je registrirana 15. ožujka 1985. kao najstarija aktivna domena .com na svijetu. (Ipak je 27. kolovoza 2009. prodana XF.com Investmentsu. Trenutačno su internetske stranice Symbolicsa dostupne na symbolics-dks.com)

## Povijest
Symbolics, Inc. bio je proizvođač računala sa sjedištem u Cambridge, Massachusetts a kasnije u Concord, Massachusetts s proizvodnim postrojenjima u Chatsworth, California (predgrađe Los Angelesa). Prvi CEO, tajnik i osnivač bio je Russel Noftsker. Symbolics je dizajnirao i proizvodio liniju Lispovih strojeva, računala za jednog korisnika optimizirana za rad s programskim jezikom Lisp. Symbolics je također napravio značajne napretke u softverskoj tehnologiji i ponudio jednu od prvih softverskih razvojnih okolina u 1980-ima i 1990-ima koja se sada komercijalno prodaje kao Open Genera za Tru64 UNIX na HP Alphi. Lisp-stroj (eng. Lisp Machine) bio je prva komercijalna dostupna "radna stanica" (iako ta riječ onda još nije bila skovana).
Symbolics je bio okosnica iz MIT AI Laba, jedne od dviju kompanija koju je osnovalo osoblje AI Laba i pridruženi hakeri u svrhu proizvodnje Lispovih strojeva. Druga kompanija bila je Lisp Machines, Inc. iako je Symbolics privlačio većinu hakera i više kapitala.
Inicijalni proizvod Symbolicsa LM-2 (uveden 1981.) bio je prepakirana verzija dizajna Lispovih strojeva MIT CADR. Operativni sustav i softverska razvojna okolina od preko 500.000 redaka bila je napisana u Lispu iz mikrokoda i utemeljena na MIT-ovom Lisp Machine Lispu.
Softverski sklop poslije je preimenovan u ZetaLisp radi razlikovanja Symbolicsova proizvoda od ostalih prodavača koji su također licencirali MIT-ov softver. Symbolicsov Zmacs uređivač teksta, inačica Emacsa, implementiran je u paket za obradu teksta nazvan "ZWEI", akronim za "Zwei was Eine initially" — "Eine" je pak bio akronim za "Eine Is Not Emacs" (oba rekurzivna akronima i dosjetke prema njemačkim riječima za "jedan" ("Eins", "Eine") i "dva" ("Zwei")).

## Vanjske poveznice
- new Symbolics, Inc. domain
- "Symbolics Technical Summary"  Arhivirana inačica izvorne stranice od 8. rujna 2006. (Wayback Machine)
- The Symbolics Museum  Arhivirana inačica izvorne stranice od 18. srpnja 2019. (Wayback Machine)